# Hundbrevet
Hundbrevet (färöiska: Hundabrævið, danska: Hundebrevet) är ett brev, skrivet på Färöarna mellan 1350 till 1400. Brevet handlar om hundavel på öarna, men har i modern tid blivit en viktig källa till att fastställa flera färöiska byars åldrar. Byar och samhällen som första gång nämns i Hundbrevet är följande, från norr till söder: Hattarvík, Kirkja, Viðareiði, Múli, Kunoy, Mikladalur, Húsar, Elduvík, Leirvík, Lambi, Nes, Skála, Strendur, Selatrað, Oyri, Eiði, Hvalvík, Kollafjørður, Vestmanna, Saksun, Nólsoy, Koltur, Miðvágur, Sørvágur, Gásadalur, Mykines, Skálavík, Húsavík, Dalur, Skarvanes, Øravík, Porkeri, Vágur och Fámjin. Flera av dessa orter kan vara betydligt äldre, men nämns varken i de tidigare Fårbrevet eller Färingasagan.